# Dactylocerca flavicollis
Dactylocerca flavicollis är en insektsart som beskrevs av Ross 1984. Dactylocerca flavicollis ingår i släktet Dactylocerca och familjen Anisembiidae. Inga underarter finns listade i Catalogue of Life.